# OS-9
Dit overzicht is mogelijk incompleet; u kunt helpen door het uit te breiden.
OS-9 is een familie van besturingssystemen van de firma Microware Systems Corporation, die typisch gebruikt wordt in embedded systemen. OS-9 doet wat aan Unix denken en is een multitasking, multi-user realtime-besturingssysteem. Anno 2024 is Microware eigendom van RadiSys Corporation.
OS-9 was populair voor algemeen computergebruik en wordt nog steeds gebruikt in commerciële embedded systemen. OS-9 (dat in C is geschreven) is een productnaam voor zowel het machinetaal-OS van de Motorola 68000-serie, als voor beter porteerbare besturingssystemen (PowerPC, x86), onder de naam OS-9000.